# Daniel Webb (général)
Pour les articles homonymes, voir Webb.
Daniel Webb, mort le 11 novembre 1773, fut un général de l'armée britannique durant la guerre de Sept Ans.

## Carrière en Europe
Il a acheté une commission comme enseigne le 20 mars 1720. Il fut promu major du 8e Régiment de cavalerie, en 1742 et a servi à la bataille de Dettingen en 1743. En avril 1745, il fut promu lieutenant colonel du régiment et servit à la bataille de Fontenoy. Il a été promu au grade de colonel du 48e Régiment d’infanterie en 1755.

## Amérique du Nord
Daniel Webb a navigué vers l’Amérique du Nord comme subordonné de Lord Loudoun qui avait été nommé commandant en chef des colonies britanniques d’Amérique. Webb est surtout connu pour son rôle dans les opérations autour du lac George. Sur une rumeur d'attaque par les Français et sans envoyer d'éclaireur pour vérifier, il ordonne de détruire le fort Wood Creek dont la reconstruction fut à peine terminée par les Britanniques en août 1756 au même endroit où la bataille de Fort Bull a eu lieu en mars 1756.

## Fort William Henry
En 1757, le conflit aboutit à la bataille de Fort William Henry. Le rapport d’un déserteur français mentionnant que l’armée du général Louis-Joseph de Montcalm était forte de 11 000 hommes, alors qu'elle en comptait 8 000, a fait que Webb a refusé d’envoyer des renforts. Le Fort Edward, à 70 km au nord d'Albany, compte environ 1 600 hommes pour renforcer les garnisons assiégées à Fort William Henry commandées par George Monro, 20 km plus au nord. Le général Webb a été rappelé en Angleterre en raison de ses actes ; l'agent britannique William Johnson représentant les six nations de la Ligue des Iroquois a plus tard écrit que Webb était « le seul Anglais qu'il a jamais connu qui était un lâche » (the only Englishman [I] ever knew who was a coward). Sa réputation fut ruinée, mais pas sa carrière ; il obtint le grade de major-général en 1759 et lieutenant-général en 1761. Il mourut en 1773.

## Dans la culture populaire
Dans le roman de James Fenimore Cooper, Le Dernier des Mohicans, Webb est dépeint comme un personnage mineur qui a refusé d’envoyer un soutien adéquat au Fort William Henry. Dans le film de 1992, il est interprété par Mac Andrews.